# Яконур
Якону́р (в переводе с южноалт.: два озера) — село в Усть-Канском районе Республики Алтай. Образует Яконурское сельское поселение.

## История
Основано в 1756 году. 

## Достопримечательности
В 2005 году был открыт музей сказителя-кайчы Алексея Калкина. 
На частной территории расположено буддийское культовое сооружение — лотосовая ступа, в 2015 году освящённая главой буддийской традиционной Сангхи России Пандито Хамбо ламой Дамбой Аюшеевым. 

## Население
| 2010  | 2011  | 2012  | 2013  | 2014  | 2015  | 2016  |
| ----- | ----- | ----- | ----- | ----- | ----- | ----- |
| 1661  | ↘1657 | ↘1644 | ↘1632 | ↗1664 | ↗1693 | ↗1699 |
| 2017  | 2018  | 2019  | 2020  | 2021  |       |       |
| ↘1685 | →1685 | ↘1670 | ↗1674 | ↘1426 |       |       |